# Orfeo Pizzoferrato
Orfeo Pizzoferrato (Pescina, 19 de enero de 1951) es un deportista italiano que compitió en ciclismo en la modalidad de pista, especialista en la prueba de persecución individual.
Ganó dos medallas en el Campeonato Mundial de Ciclismo en Pista, plata en 1974 y bronce en 1975.
Participó en los Juegos Olímpicos de Montreal 1976, ocupando el quinto lugar en la disciplina de persecución individual.

## Medallero internacional
| Campeonato Mundial | Campeonato Mundial | Campeonato Mundial | Campeonato Mundial         |
| Año                | Lugar              | Medalla            | Competición                |
| ------------------ | ------------------ | ------------------ | -------------------------- |
| 1974               | Montreal (Canadá)  | Medalla de plata   | Persecución individual (A) |
| 1975               | Rocourt (Bélgica)  | Medalla de bronce  | Persecución individual (A) |